# Lidia Kopania
Lidia Kopania-Przebindowska est une chanteuse polonaise, née à Koluszki, en Pologne, le 12 mai 1978. 
Elle a représenté la Pologne lors de l'Eurovision 2009 avec la chanson "I don't wanna leave". Elle fut éliminée en demi-finale après avoir terminé à la 12e place avec 43 points.
Elle est la chanteuse du groupe Kind of Blue.

## Discographie
- 2006 : Intuicja
- 2008 : Przed Świtem

### Single
- 1998 : Niezwykły dar
- 2006 : Sleep
- 2006 : Hold On
- 2007 : Twe milczenie nie jest złotem
- 2008 : Tamta Łza
- 2008 : Rozmawiać z tobą chce
- 2009 : I don't wanna leave
- 2013 : Hold My Breath